# 중설 중모음
중설 중모음(中舌中母音)은 홀소리 가운데 하나로, 모음 표의 한가운데에 위치한다.
IPA 기호는 ə이고 이를 ‘슈와’로 부르는데, 음성학 이외 분야에서 이 기호가 꼭 중설 중모음에만 쓰이지만은 않기 때문에 혼동의 여지가 있다.

## 예
| 언어       | 철자     | 발음       | 뜻             |
| 독일어     | Beschlag | [b̥əˈʃläːk] | '쇠장식'       |
| 웨일스어   | mynydd   | [mənɪð]    | '산'           |
| 크메르어   | ដឹក       | [ɗək]      | '수송하다'     |
| 루마니아어 | păros    | [pə ˈros]  | '털많은, 털의' |

## 이 발음의 한글 표기
독일어에서는 '에', 말레이어의 e 중 일부와 프랑스어에서는 '으', 나머지 언어에서는 '어'로 적는다.

## 관련 문자
- Ә, ә(키릴 문자)